# 羅宰
羅宰（1582年—1627年），號襄明，湖广襄阳府南漳县人。明朝政治人物。

## 生平
万历三十四年（1606年）丙午科湖广乡试举人，四十七年（1619年）己未科進士，吏部觀政，四十八年授四川南充县知县，天啓元年、四年两次本省同考，六年（1626年）擢刑部主事，七年陕西恤刑，卒于官。著有《四书澹索》，祀乡贤祠。

## 家族
曾祖羅世傑。祖父羅憲。父羅尚忠。